# Die verlorene Welt (1925)
Die verlorene Welt (Originaltitel: The Lost World) ist ein US-amerikanischer Abenteuerfilm in Schwarzweiß aus dem Jahr 1925, der unter der Regie von Harry O. Hoyt entstand. Für die damals bahnbrechenden Tricksequenzen des ersten großen synthetischen Films zeigte sich Willis O’Brien verantwortlich. Marcel Delgado fertigte dazu über 50 verschiedene bewegliche Tierfiguren an. Der Stummfilm basiert auf dem 1912 erschienenen Science-Fiction-Abenteuerroman Die vergessene Welt des Sherlock-Holmes-Erfinders Arthur Conan Doyle, der auch in der Anfangsszene des Films mit einer Eingangsrede zu sehen ist.

## Handlung
Ed Malone, Redakteur für den London Record Journal, will seinen Schwarm Gladys beeindrucken, die nur einen Abenteurer zum Mann nehmen will. So kommt es ihm gelegen, dass er zu einer Vorlesung des Zoologie-Professor G. E. Challenger geschickt wird, der die Existenz von lebenden Dinosauriern im Dschungel des Amazonas beweisen will. Challenger ruft auf der Vorlesung ein Team zusammen, um die fehlenden Beweise sowie seinen Freund, den verschollenen Forscher Maple White, dessen Tagebuchaufzeichnungen sich auf die Existenz prähistorischen Lebens im südamerikanischen Dschungel beziehen, zu finden – von der wissenschaftlichen Welt wird Challengers Dinosaurierbehauptung allerdings für Schwindel gehalten, weswegen sich zunächst keine Geldgeber finden lassen. Zusammen mit Whites Tochter Paula, dem Großwildjäger Sir John Roxton, dem Insektenforscher Professor W. Summerlee sowie den Dienern Austin und Zambo will Malone die Expedition begleiten. Da Challenger keine sehr gute Meinung von Journalisten hat, geraten die beiden in Streit. Schließlich stimmt Challenger der Begleitung Malones jedoch zu, als dessen Zeitung die Expedition im Gegenzug für die Exklusivrechte finanziert.
Die Saurier sollen laut Maple White auf einem schwer zugänglichen Hochplateau im Amazonasgebiet leben. Der Zugang zu dem fraglichen Plateau gelingt der Truppe, indem sie einen Baum fällt und diesen als Brücke benutzt. Austin und Zambo verbleiben mit Paulas Affen Jocko im Camp.
Kaum auf dem Plateau, wo sich prähistorische Zustände erhalten haben, angekommen, trifft die Expedition auf Urzeittiere, insbesondere Saurier wie Pterodaktylus, Brontosaurier und Allosaurier. Beobachtet wird sie von einem „Affenmenschen“. Als der Brontosaurier den als Brücke benutzten Baumstamm in die Schlucht wirft, ist der Rückweg abgeschnitten. Malone besteigt einen Baum, um nach einem sicheren Lagerplatz zu suchen, dort wird er von dem mysteriösen Affenmenschen angegriffen. Durch einen gezielten Schuss kann der Affenmensch jedoch vertrieben werden. Wenig später muss die Truppe in einer Höhle Schutz vor einem Vulkanausbruch suchen.
Bei der Suche nach einem Weg vom Plateau findet Roxton die Überreste Whites. Als er die traurige Nachricht Paula übermitteln will, sieht er, dass sich Paula und Malone aufgrund der ausweglosen Situation ineinander verliebt haben. Eigentlich hatte sich auch Roxton Hoffnung auf eine Ehe mit Paula gemacht, weshalb er Liebeskummer verspürt, sich allerdings als fairer Sportsmann nichts anmerken lässt. In der Zwischenzeit ist den beiden im Camp verbliebenen Begleitern Austin und Zambo eine rettende Idee gekommen. Sie fertigen aus den vorhandenen Hängematten eine Seilleiter, welche Jocko die Felswand hinauf transportieren soll. Als sie über eine Höhlenöffnung Kontakt zu der Gruppe erhalten, scheint der Plan zu gelingen, der Affe klettert die steile Wand mit der Seilleiter empor, nacheinander verlassen die Expeditionsmitglieder ihr Exil. Als letzter klettert Malone herab und wird erneut von dem Affenmenschen angegriffen, der versucht, das Seil mit dem Reporter wieder hochzuziehen. Durch einen gezielten Schuss Roxtons wird der Affenmensch schließlich getötet und Malone gelangt sicher nach unten.
Am Fuße des durch den Vulkanausbruch zerstörten Plateaus finden die Forscher nun den langersehnten Beweis für die lebenden Saurier. Ein bei einem Kampf mit einem Allosaurus vom Plateau gestürzter Brontosaurier hat überlebt, da er in sturzdämpfenden Treibsand gefallen ist. Hilfe naht in Form der südamerikanischen Vermessungsbehörde, welche auch hilft, das Tier aus dem Treibsand zu ziehen und nach London zu verschiffen. Paula verlässt Malone, da sie nun zurück in der Zivilisation sind und er Gladys die Ehe versprochen hatte.
In London will Challenger den Saurier der Fachwelt präsentieren, allerdings bricht dieser beim Abladen vom Schiff aus und verwüstet London. Die Polizei kann dem Monster nichts entgegensetzen. Als das Urzeittier schließlich die Tower Bridge betritt, bricht diese ein, und der Brontosaurier verlässt über die Themse die Stadt und schwimmt Richtung Meer davon. Da Gladys in der Zwischenzeit den Buchhalter Percy Potts geheiratet hat, werden Ed Malone und Paula White doch noch ein Paar.

## Hintergründe

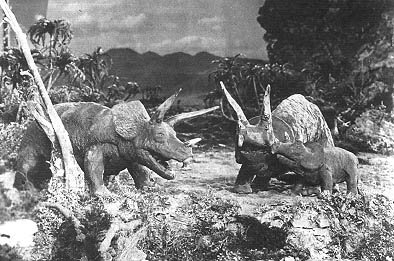
Szenenfoto aus Die verlorene Welt

Nach der Premiere wurden die 104 Minuten ursprüngliche Laufzeit auf 61 Minuten zurechtgeschnitten sowie das originale Master vernichtet, weil man nicht wollte, dass die Stummfilmfassung eine eventuelle Neuverfilmung in Form eines Tonfilms überschattete. Zudem wurde eine 16-mm-Printversion erstellt, die sich von manchen Kameraeinstellungen der Dinosaurier gegenüber der 35-mm-Kinoversion unterscheidet. Diese Version hat eine Lauflänge von ca. 56 Minuten. Die Originalfassung des Films konnte größtenteils wiederhergestellt werden, als 1992 in einem Filmarchiv in Prag eine fast vollständige Kopie des Films entdeckt wurde und in der darauf folgenden Suche weitere sechseinhalb Minuten Filmmaterial auftauchten. Die vollständig restaurierte Fassung erschien 1997 und wurde 2001 auf DVD veröffentlicht. Diese Version ist 96 Minuten lang.
2015 wurden ca. 8 Minuten neues Material in den Archiven von MGM entdeckt. Dadurch kann die Originalversion wieder hergestellt werden.
2016 wurde der Film von Flicker Alley, Lobster Films und Blackhawk Films neu restauriert und ergänzt, es fehlt jedoch der Schlussteil des angreifenden Allosaurus gegen den Brontosaurus. Die vollständige Szene ist nur in der 16-mm-Printversion und in der von Explosiv/Koch Media-Rekonstruktion zu sehen, dafür fehlen in diesen Versionen andere Szenen.
Auf der Blu-ray von Flicker Alley, Lobster Films und Blackhawk Films ist die bisher längste Version in einer viragierten Fassung zu sehen; diese Version ist 105 Minuten lang.
Der Film gilt laut Joe Franklin als „Großvater aller Monsterfilme“ und vor allem wegen seiner Spezialeffekte als sehenswert. Diese stammen von einem Pionier der Tricktechnik, Willis O’Brien, der acht Jahre vor seiner Arbeit für den Klassiker King Kong und die weiße Frau (1933) in Die verlorene Welt Techniken wie Stop-Motion (von Modellen, die den Eindruck von atmenden Dinosauriern erweckten) und Travelling-Matte (siehe dazu Front-Light/Back-Light-Verfahren) einsetzte. Die Trickfiguren stammen vor allem von Marcel Delgado.
Die Rolle des schwarzen Zambo wird von dem weißen Schauspieler Jules Cowles (1877–1943) gespielt. (siehe dazu Blackfacing).
Seine Uraufführung erlebte der Film, dessen Herstellung drei Jahre dauerte, am 2. Februar 1925 in den USA, in Deutschland war er erstmals im Februar 1926 zu sehen. Am 6. April 1925 wurde The Lost World an Bord einer Handley Page W.8b der Imperial Airways auf dem Flug von Croydon Airport bei London nach Paris gezeigt. Es handelte sich dabei um die weltweit erste Aufführung eines Kinofilms an Bord eines Linienfluges.

## Tonfilmversion
Von dem Stummfilm wurde eine deutsche Tonfilmversion abgeleitet, indem der Film deutsch synchronisiert wurde und die Zwischentitel, die im Original Dialoge beschreiben, entfernt wurden. Diese Fassung ist viragiert, sie enthält also auch die damals in Stummfilmen üblichen Farbtönungen.

## Auszeichnungen
Die National Film Registry nahm  Die verlorene Welt 1998 in ihr Verzeichnis US-amerikanischer Filme auf, die als besonders erhaltenswert angesehen werden. Die Visual Effects Society erstellte eine Liste der Filme, die hinsichtlich des Einsatzes von Spezialeffekten als am einflussreichsten gelten.  Die verlorene Welt gehörte hier zu den Top 50.